# Women in Mathematics
Women in Mathematics (del inglés: Las Mujeres en Matemáticas) es un libro sobre las mujeres en Matemáticas. Escrito por Lynn M. Osen, y publicado por el MIT Press en 1974.

## Temas
El contenido principal del libro es una colección de ocho biografías de matemáticas mujeres, ordenado cronológicamente, con un capítulo introductorio adicional y dos capítulos de cierre. Los perfiles de las matemáticas están aquí Hipatia, María Gaetana Agnesi, Émilie du Châtelet, Caroline Herschel, Sophie Germain, Mary Somerville, Sofya Kovalevskaya, y Emmy Noether. Uno de los dos capítulos de cierre presenta perfiles más cortos de adicionales mujeres matemáticas, "bastante curiosamente seleccionados" y "mayoritariamente trabajando en América".

## Recepción
Aunque el crítico Philip Cumbre ha encontrado el libro  "interesante y útil", y la crítica ro escribe que  está escrito en un estilo agradable, la mayoría de los críticos no fueron tan positivos. Hardy Grant escribe que el perfil de Osen  de Hypatia le ha tratado "muy mal" por ser basado principalmente en una obra de ficción para los niños escrito en el siglo XX temprano por Elbert Hubbard. Reviewer R. P. Infante escribe que "Osen no parece para saber mucha matemática o su historia", señalando a varios errores en ambos. Infante también lamenta la erudición  "estrecha" y "descuidada" del libro, que consiste en atribuciones vagas a "algunos erudictos" en el texto del trabajo que "invariablemente" conducen a la obra de solamente un autor, escritor de principios del siglo XX John Augustine Zahm. El crítico Herbert Meschkowski [de] sugiere que Grace Chisholm Young tendría que haber sido mencionada. Y las críticas Margaret Hayman y Edith Robinson apuntan sobre el enfoque del libro en sus temas sobre victimización por la  sociedad, más que en sus vidas y personalidades o sus logros matemáticos. Michael Un. B. Deakin escribió, "Triste, el estándar de erudición  de Osen no coincidió con la importancia de su asunto."